# Pseudostomella roscovita
Pseudostomella roscovita är en djurart som tillhör fylumet bukhårsdjur, och som beskrevs av Bertil Swedmark 1956. Pseudostomella roscovita ingår i släktet Pseudostomella och familjen Thaumastodermatidae. Inga underarter finns listade i Catalogue of Life.